# جون ألبانو
جون ألبانو (بالإنجليزية: John Albano)‏ هو كاتب قصص مصورة أمريكي، ولد في 12 سبتمبر 1922، وتوفي في 23 مايو 2005 في أورلاندو في الولايات المتحدة.

## روابط خارجية
- جون ألبانو على موقع IMDb (الإنجليزية)
- جون ألبانو على موقع قاعدة بيانات الفيلم (الإنجليزية)